# تاكو هارادا
تاكو هارادا (باليابانية: 原田 拓) (27 أكتوبر 1982 في كوماموتو في اليابان – )؛ هو لاعب كرة قدم ياباني سابق كان يلعب كلاعب وسط.

## وصلات خارجية
- تاكو هارادا على موقع رابطة كرة القدم اليابانية للمحترفين (اليابانية)
- تاكو هارادا على موقع قاعدة بيانات كرة القدم.إي يو (الإنجليزية)
- تاكو هارادا على موقع Soccerway.com (الإنجليزية)
- تاكو هارادا على موقع عالم كرة القدم.نت (الإنجليزية)
- تاكو هارادا على موقع كووورة